# Rabobank 2007
Questa voce raccoglie le informazioni riguardanti la Rabobank nelle competizioni ufficiali della stagione 2007.

## Stagione
La squadra ciclistica olandese Rabobank partecipò, nella stagione 2007, all'UCI ProTour, chiudendo all'ottavo posto in classifica. Nel circuito Pro arrivarono 12 vittorie, mentre in quello Continental 18.

## Organico

### Staff tecnico
TM=Team Manager, DG=Direttore Generale, DS=Direttore Sportivo.
|  | Naz.                   | Ruolo | Sportivo             |  |  |  |
|  | ---------------------- | ----- | -------------------- |  |  |  |
|  | Paesi Bassi (bandiera) | TM    | Erik Breukink        |  |  |  |
|  | Paesi Bassi (bandiera) | DG    | Theo de Rooij        |  |  |  |
|  | Paesi Bassi (bandiera) | DS    | Erik Dekker          |  |  |  |
|  | Paesi Bassi (bandiera) | DS    | Adri van Houwelingen |  |  |  |
|  | Paesi Bassi (bandiera) | DS    | Frans Maassen        |  |  |  |

### Rosa
|  | Naz.                   |  | Sportivo            | Anno |  |  |
|  | ---------------------- |  | ------------------- | ---- |  |  |
|  | Colombia (bandiera)    |  | Mauricio Ardila     | 1979 |  |  |
|  | Paesi Bassi (bandiera) |  | Michael Boogerd     | 1972 |  |  |
|  | Paesi Bassi (bandiera) |  | Léon van Bon        | 1972 |  |  |
|  | Paesi Bassi (bandiera) |  | Jan Boven           | 1972 |  |  |
|  | Australia (bandiera)   |  | Graeme Brown        | 1979 |  |  |
|  | Paesi Bassi (bandiera) |  | Thomas Dekker       | 1984 |  |  |
|  | Paesi Bassi (bandiera) |  | Theo Eltink         | 1981 |  |  |
|  | Spagna (bandiera)      |  | Juan Antonio Flecha | 1977 |  |  |
|  | Paesi Bassi (bandiera) |  | Rick Flens          | 1983 |  |  |
|  | Spagna (bandiera)      |  | Óscar Freire        | 1976 |  |  |
|  | Paesi Bassi (bandiera) |  | Robert Gesink       | 1986 |  |  |
|  | Paesi Bassi (bandiera) |  | Bram de Groot       | 1974 |  |  |
|  | Australia (bandiera)   |  | Mathew Hayman       | 1978 |  |  |
|  | Paesi Bassi (bandiera) |  | Max van Heeswijk    | 1973 |  |  |
|  | Spagna (bandiera)      |  | Pedro Horrillo      | 1974 |  |  |
|  | Russia (bandiera)      |  | Dmitrij Kozončuk    | 1984 |  |  |
|  | Paesi Bassi (bandiera) |  | Sebastian Langeveld | 1985 |  |  |
|  | Paesi Bassi (bandiera) |  | Gerben Löwik        | 1977 |  |  |
|  | Paesi Bassi (bandiera) |  | Marc de Maar        | 1984 |  |  |
|  | Russia (bandiera)      |  | Denis Men'šov       | 1978 |  |  |
|  | Paesi Bassi (bandiera) |  | Koos Moerenhout     | 1973 |  |  |
|  | Germania (bandiera)    |  | Grischa Niermann    | 1975 |  |  |
|  | Paesi Bassi (bandiera) |  | Joost Posthuma      | 1981 |  |  |
|  | Paesi Bassi (bandiera) |  | Michael Rasmussen   | 1974 |  |  |
|  | Paesi Bassi (bandiera) |  | Kai Reus            | 1985 |  |  |
|  | Paesi Bassi (bandiera) |  | Thorwald Veneberg   | 1977 |  |  |
|  | Australia (bandiera)   |  | William Walker      | 1985 |  |  |
|  | Paesi Bassi (bandiera) |  | Pieter Weening      | 1981 |  |  |

## Palmarès

### Corse a tappe
- Giro di Polonia

2ª tappa (Graeme Brown)
- Tour of California

1ª tappa (Graeme Brown)
- Vuelta a Murcia

3ª tappa (Graeme Brown)
- 3-Länder-Tour

2ª tappa (Thomas Dekker)
4ª tappa (Thomas Dekker)
Classifica generale (Thomas Dekker)
- Tour de Romandie

5ª tappa (Thomas Dekker)
Classifica generale (Thomas Dekker)
Classifica a punti (Thomas Dekker)
- Tour de Suisse

6ª tappa (Thomas Dekker)
- Giro di Danimarca

4ª tappa, parte B (Rick Flens)
- Vuelta a Andalucía

2ª tappa (Óscar Freire)
3ª tappa (Max van Heeswijk)
5ª tappa (Óscar Freire)
Classifica generale (Óscar Freire)
- Vuelta a España

2ª tappa (Óscar Freire)
5ª tappa (Óscar Freire)
6ª tappa (Óscar Freire)
10ª tappa (Denis Men'šov)
Classifica generale (Denis Men'šov)
Classifica scalatori (Denis Men'šov)
- Deutschland Tour

Classifica giovani (Robert Gesink)
- Giro del Belgio

4ª tappa (Robert Gesink)
- Ster Elektrotoer

Classifica generale (Sebastian Langeveld)
- Volta Ciclista a Catalunya

5ª tappa (Denis Men'šov)
Classifica a punti (Denis Men'šov)
- Sachsen-Tour International

4ª tappa (Joost Posthuma)
Classifica generale (Joost Posthuma)
- Tour de France

8ª tappa (Michael Rasmussen)
16ª tappa (Michael Rasmussen)

### Corse in linea
- Trofeo Mallorca (Óscar Freire)
- Trofeo Pollença (Thomas Dekker)
- Nokere Koerse (Léon van Bon)
- Freccia del Brabante (Óscar Freire)
- Milano-Sanremo (Óscar Freire)

### Campionati nazionali
- Campionato olandese

In linea (Koos Moerenhout)

## Classifiche UCI

### UCI ProTour
Individuale
Piazzamenti dei corridori della Rabobank nella classifica individuale dell'UCI ProTour 2007.
| Pos. | Ciclista            | Punti |
| ---- | ------------------- | ----- |
| 5    | Óscar Freire        | 182   |
| 6    | Denis Men'šov       | 172   |
| 18   | Thomas Dekker       | 95    |
| 27   | Robert Gesink       | 71    |
| 39   | Michael Boogerd     | 57    |
| 53   | Juan Antonio Flecha | 42    |
| 136  | Max van Heeswijk    | 7     |
| 168  | Graeme Brown        | 5     |
| 254  | Mathew Hayman       | 1     |

Squadra
La squadra Rabobank chiuse in ottava posizione con 300 punti.